# Safraks
Safraks (zm. ok. 400) – alański (lub o imieniu alańskim) wódz Ostrogotów. Wraz z Alatheusem sprawował rządy w imieniu małoletniego Wideryka (syna Winitara) nad częścią Ostrogotów i Alanów, którzy chcąc uniknąć zwierzchności Hunów wycofali się na zachód (do rzeki Dniestr) w pobliże Wizygotów, których naczelnikowi Atanarykowi pośpieszyli z pomocą w walkach z Hunami.
Dotarłszy do Dunaju Safraks i Alatheus prosili o zgodę cesarza Walensa na przyjęcie ich na obszar Cesarstwa, jednak spotkali się z odmową i uczynili to samowolnie rozbijając obozy w pobliżu siedzib Fritigerna, wtedy jeszcze rzymskiego sprzymierzeńca.
9 sierpnia 378 jazda ostrogocko-alańska pod wodzą Safraksa i Alatheusa przyszła z odsieczą Wizygotom Fridigerna w bitwie pod Adrianopolem.